# Alpes de Mürzsteg

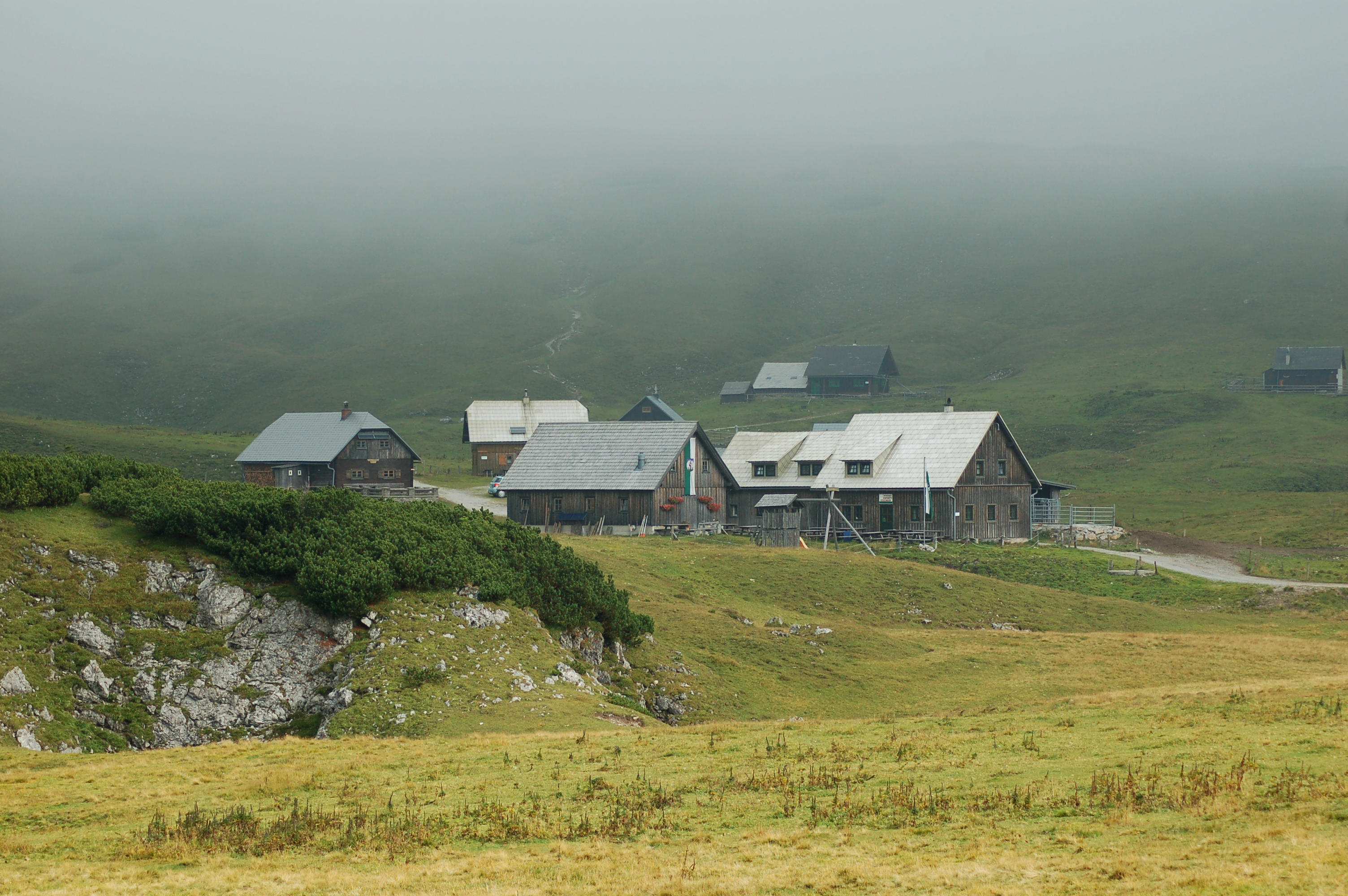
El refugio Michlbauer debajo de Hochnebel

Los Alpes de Mürzsteg o Alpes de Mürztal (en alemán: Mürztaler o Mürzsteger Alpen) son una cadena montañosa de los Alpes Orientales (Alpes Calcáreos del Norte), que se encuentran en el estado austriaco de Estiria, con una pequeña parte de la cadena en la Baja Austria. El pico más alto es el Hohe Veitsch (1.981 m sobre el nivel del mar (AA)) en el centro del grupo, mientras que el mayor macizo es el Schneealpe (1.903 m sobre el nivel del mar (AA)) en el noroeste, cerca del Rax.
Las siguientes cordilleras limitan con los Alpes de Mürzsteg: al norte los Alpes de Türnitz, al noreste los Alpes de Gutenstein, al este el grupo Rax-Schneeberg, al sureste los Prealpes al este del Mur (concretamente los Alpes de Fischbach) y al oeste los Montes Hochschwab.

## Geología
La cordillera forma parte de los Alpes Calcáreos de Estiria y Baja Austria y está separada de sus grupos vecinos por el valle del Mürz (parte del surco tectónico Mur-Mürz), el curso superior del Mürz (población principal: Mürzsteg) y la carretera que atraviesa el puerto de Seeberg de Estiria. Los geólogos la describen como una facies de cresta y cuenca.
La mayoría de sus rocas datan del período Triásico e incluyen Dolomita de Wetterstein, Caliza de Hallstatt y estratos Mürztal ( calizas oscuras dominadas por Hornstein y margas con foraminíferos, braquiópodos y otros fósiles ).El sur de la cordillera pertenece a la zona de grauvaca (rocas del Nuevo Paleozoico y del Triásico Inferior).

## Refugios de montaña
- Casa Graf-Meran (ÖTK, 1.836 m sobre el nivel del mar (AA), en las tierras altas de Hohe Veitsch)
- Casa Schneealpen (ÖAV, 1.788 m sobre el nivel del mar (AA), en el Schauerkogel/Schneealpe)
- Casa Hinteralm (ÖAV, 1.450 m sobre el nivel del mar (AA), al norte del Schneealpe)
- Refugio Kutatsch (1.700 m sobre el nivel del mar (AA), refugio abierto perteneciente a la ÖAV en el Schneealpe)
- Refugio Lurgbauer (privado, 1.764 m sobre el nivel del mar (AA), en la ladera superior del Schneealpe)
- Refugio  Michlbauer (privado, 1.744 m sobre el nivel del mar (AA), en la ladera superior del Schneealpe)
- Refugio Tonion (Amigos de la Naturaleza, 1.487 m sobre el nivel del mar (AA), en el Tonion)
- Refugio Kaarl (privado, 1.310 m sobre el nivel del mar (AA), al oeste de Mürzzuschlag)

- Datos: Q685552
- Multimedia: Mürzsteg Alps / Q685552